# 大久保教端
大久保 教端（おおくぼ のりまさ）は、駿河松長藩の第2代藩主。荻野山中藩大久保家2代。

## 生涯
貞享4年（1687年）、初代藩主・大久保教寛の長男として生まれる。宝永3年（1706年）12月19日、従五位下、筑後守に叙任される。享保15年（1730年）11月27日、父が隠居したため家督を継ぐ。このとき、弟の教平に駿河・相模国内で3000石を分与したため、1万3000石の大名となった。
寛保2年（1742年）8月晦日に死去した。享年56。跡を三男・教起が継いだ。

## 系譜
父母
- 大久保教寛（父）
- 米津政武の娘（母）

側室
- 伊藤氏

子女
- 大久保教起（三男）生母は伊藤氏（側室）
- 花房職朝正室
- 朽木朝綱正室